# Carinodes annulipes
Carinodes annulipes là một loài tò vò trong họ Ichneumonidae.